# حکم مرگ (فیلم ۲۰۰۳)
حکم مرگ (به انگلیسی: The Statement) یک فیلم درام به کارگردانی نورمن جویسون با بازی مایکل کین، تیلدا سوینتن، جرمی نورثام، آلن بیتس، جان نویل و شارلوت رمپلینگ که در سال ۲۰۰۳ منتشر شد.
فیلمنامه رونالد هاروود بر اساس رمانی به همین نام در سال ۱۹۹۶ نوشته برایان مور، الهام گرفته از داستان واقعی پل توویه، یک افسر پلیس ویشی فرانسه است که پس از جنگ جهانی دوم به دلیل دستور اعدام هفت یهودی در انتقام از این اتهام، متهم شد. ترور فیلیپ هانریو وزیر ویشی فرانسه توسط مقاومت فرانسه برای دهه‌ها پس از جنگ، او به لطف شبکه پیچیده حفاظتی که گفته می‌شود اعضای ارشد کشیش کاتولیک رومی را شامل می‌شد، از محاکمه فرار کرد. او در سال ۱۹۸۹ در یک محله کاتولیک سنتی در نیس دستگیر شد و در سال ۱۹۹۴ محکوم شد. او در سال ۱۹۹۶ در سن ۸۱ سالگی در زندان درگذشت. این فیلم آخرین فیلم جویسون قبل از بازنشستگی و مرگ او در سال ۲۰۲۴ است.